# Uromyces clignyi
Uromyces clignyi är en svampart som beskrevs av Pat. & Har. 1900. Uromyces clignyi ingår i släktet Uromyces och familjen Pucciniaceae.   Inga underarter finns listade i Catalogue of Life.